# Carlos Luís Büchele
Carlos Luís Büchele (* 1848 in Tijucas, Santa Catarina; † 1913 ebenda) war ein brasilianischer Militär und Politiker.
Büchele wurde als Sohn des Alois Büchele und der Catarina Vichele Büchele geboren. Er schlug die militärische Laufbahn ein und brachte es bis zum Oberst.
Danach war er während dreier Wahlperioden Abgeordneter des Congresso Representativo de Santa Catarina: 6. Legislaturperiode (1907–1909), 7. Legislaturperiode (1910–1912) und 8. Legislaturperiode (1913–1915), während der er starb.
Mit seiner Ehefrau Maurícia Alves Brito hatte er 11 Kinder.